# Polystichum spongiosum
Polystichum spongiosum är en träjonväxtart som beskrevs av William Ralph Maxon. Polystichum spongiosum ingår i släktet Polystichum och familjen Dryopteridaceae. Inga underarter finns listade.